# Киданч
Киданч (укр. Кіданч, до 2021 г. — Кийданцы) — село в Печенежинской поселковой общине Коломыйского района Ивано-Франковской области Украины.
Население по переписи 2001 года составляло 1032 человека. Занимает площадь 5,558 км². Почтовый индекс — 78270.